# 峯風級驅逐艦
峯風級驅逐艦（日文：峯風型駆逐艦／みねかぜがたくちくかん，英文：Minekaze class destroyer），為日本海軍在第一次世界大戰期間的八四艦隊、八六艦隊建軍計畫下製造的大型驅逐艦，共建成15艘，1920年至1922年間服役。峯風級在13號艦以後有修改艦載武裝，官方文書上沒有區別，但另有稱改峯風級或野風級，最後一艘除役的時間為1947年。

## 設計
峯風型驅逐艦是日本海軍根據1917年的八四艦隊計畫，與1918年的八六艦隊計畫所設計，並建造的大型驅逐艦。總共建造15艘，其中9艘是1917會計年度撥款，另外6艘則是1918會計年度撥款建造的。由於此型驅逐艦是為了伴隨天城型戰鬥巡洋艦的作戰，因此峯風型的航速可以達到39節，其四號艦島風號還曾創下40.7節的紀錄，成為當時日本海軍的航速紀錄 。峯風型也是第一種把艦橋建在第二層甲板的驅逐艦，其目的是為了避免海浪直接衝擊艦橋，提高了艦隻的耐波性，這與當時德國海軍魚雷艇的配置類似。這種構型後來也用在後繼的神風型與睦月型上。

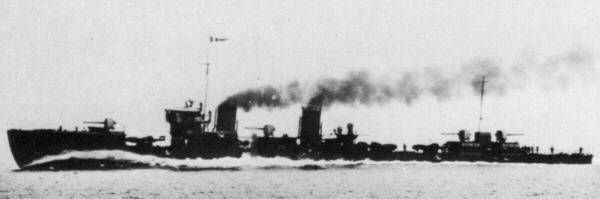
野風號驅逐艦，其第3與第4砲座為背對背放置

峯風型原本使用的是英製的渦輪主機，但由於服役之後故障頻傳，因此日本才決定自行開發艦本式渦輪主機。此外，在前12艘峯風型的武裝配置中，第3與第4砲座中間裝設了第2與第3魚雷座，但因為這種配置會造成火砲指揮與再裝填的不便，因此從第13艘神風號之後，第2砲座後即連續裝設第2與第3魚雷座，然後第3與第4砲座背對背放置在最後。共有3艘峯風型驅逐艦使用這種配置，這3艘也被非正式的稱為野風型或峯風改型。之後的神風型與睦月型也使用類似的武裝配置。
峯風型驅逐艦與後繼的神風型與睦月型，構成了日本海軍從20到30年代的驅逐艦隊主力。雖然其性能尚佳，也適於遠洋作戰之用，但續航力太短，其使用頗為受限。因此到了太平洋戰爭爆發之前，這批驅逐艦大部份用在第二線，如船團護航，訓練任務中的救難任務，或變更艦種。
1940年時，島風號與灘風號改籍為哨戒艇，1942年矢風號被改為靶艦。日本投降時，本型艦還有澤風號、汐風號、夕風號與波风号等4艘尚存。

### 釣蜻蜓任務
在第二次世界大戰開戰時，峯風級已屬老舊艦種，但仍有少量服役於第一線。那就是第3驅逐隊所屬的潮風號與帆風號，以及第34驅逐隊所屬的羽風號、秋風號、與太刀風號；這兩支驅逐隊在1940年到1941年間編入第一航空艦隊，負責在艦載機出事時擔任人員搜救、機體回收業務。該項任務被稱為釣蜻蜓 ，釣蜻蜓的艦艇會比現役艦又撤除更多的艦載武裝，不過1942年後就不再隨艦隊擔任此項任務。

### 武裝配置
峯風級在第二次世界大戰中，因已退下第一線任務，故在固定武裝上有因應更換任務需求而調整，且適時增加對空火器強化防禦；在戰爭中主要的改型有下列幾種：
回天搭載艦
1944年時，汐風號與波風號被改裝為回天自殺魚雷的搭載艦，武裝實施改造：
- 除第1砲座外，拆除其它主砲、魚雷發射器
- 增裝8門13公釐機槍、雙聯裝25公釐機砲6座
- 在艦尾加裝投放回天自殺魚雷的滑軌，每艘船可搭載4枚回天

波風號是因為受損而接受回天改造，維修時1號鍋爐沒有修理直接拆除，因此只剩29,000匹軸馬力輸出，極速29.5節。
反潛學校練習艦
澤風號於1944年改裝為反潛學校練習艦，武裝重新變更：
- 拆除第4砲座外的主炮、魚雷發射器
- 加裝16門25公釐機砲
- 深水炸彈36枚
- 於1號砲座裝備1具150公釐9聯裝反潛火箭發射器

驅逐艦任務的武裝配置
夕風號是唯一一艘以驅逐艦身份存活到戰後的峯風型驅逐艦，戰爭結束時的艦上武裝為：
- 2門120公釐砲（第1與第3號砲座）
- 1具530公釐雙聯裝魚雷發射器
- 12門25公釐機砲
- 深水炸彈36枚

## 同級艦
| 艦名                       | 造船廠             | 安放龍骨日期   | 下水           | 服役           | 簡歷與結局 |
| -------------------------- | ------------------ | -------------- | -------------- | -------------- | --- |
| 峯風（みねかぜ）           | 舞鶴海軍工廠       | 1918年4月20日  | 1919年2月8日   | 1920年5月29日  | 太平洋戰爭中擔任佐世保近海的警備任務，同時也擔任前往特魯克島的船團的護航任務。1944年2月10日被美軍潛艦油鯡魚號（USS Pogy，SS-266）在台灣海峽[23.12N, 121.30E]擊沉，1944年3月31日除籍。 |
| 澤風（さわかぜ／さはかぜ） | 三菱重工長崎造船所 | 1918年1月7日   | 1919年1月7日   | 1920年3月6日   | 大戰中主要擔任船團的護航任務，1944年更換用途供反潛學校練習艦，日本投降時泊碇在橫須賀港。1948年拆解，船體做為福島縣小名浜港防波堤的基礎。 |
| 沖風（おきかぜ）           | 舞鶴海軍工廠       | 1919年2月22日  | 1919年10月3日  | 1920年8月17日  | 大戰中主要擔任船團的護航任務，與日本近海的哨戒任務。1943年1月10日於千葉縣勝浦燈塔南方8海里處[35.02N, 140.12E]，被美軍潛艦砲彈魚號（USS Trigger，SS-237）擊沉，1943年3月1日除籍。 |
| 島風（しまかぜ）           | 舞鶴海軍工廠       | 1919年9月5日   | 1920年3月31日  | 1920年11月15日 | 1940年4月1日改籍為哨戒艇，艦名更換為「第1號哨戒艇」。1943年1月13日於新愛爾蘭島附近的卡維恩海峽[02.51S, 149.43E]，被美軍潛艦鶴魚號（USS Guardfish，SS-217）擊沉，1943年2月10日除籍。 |
| 灘風（なだかぜ）           | 舞鶴海軍工廠       | 1920年1月9日   | 1920年6月26日  | 1921年9月30日  | 1940年4月1日改籍為哨戒艇，艦名更換為「第2號哨戒艇」。1945年7月25日於爪哇海 [07.06S, 115.42E]，被英國皇家海軍潛艦倔強號（HMS Stubborn，P238）擊沉，1945年9月30日除籍。 |
| 矢風（やかぜ）             | 三菱重工長崎造船所 | 1918年8月15日  | 1920年4月10日  | 1920年7月19日  | 1942年5月5日改裝為靶艦，同年7月20日改列特務艦，擔任魚雷學校航空攻撃的訓練任務。1945年7月20日繫留在橫須賀港內時被美軍攻擊而坐底，戰後將其撈起，1945年9月15日解體。 |
| 羽風（はかぜ）             | 三菱重工長崎造船所 | 1918年11月11日 | 1920年6月21日  | 1920年9月16日  | 曾參與南方攻略作戰，之後主要擔任船團的護航任務。1943年1月23日於新愛爾蘭島附近的卡維恩海峽 [02.47S, 150.38E]，被美軍潛艦鶴魚號擊沉，1943年3月1日除籍。 |
| 汐風（しおかぜ／しほかぜ） | 舞鶴海軍工廠       | 1920年5月15日  | 1920年10月22日 | 1921年7月29日  | 大戰中主要擔任機動部隊與船團護衛任務，1944年改造成為回天自殺魚雷的搭載艦。日本投降時該艦泊碇在吳港，1948年拆解，船體做為福島縣小名浜港防波堤的基礎。 |
| 秋風（あきかぜ）           | 三菱重工長崎造船所 | 1920年6月7日   | 1920年12月14日 | 1921年9月16日  | 大戰中主要擔任機動部隊與船團護衛任務，1944年11月3日在南中國海被美軍潛艦青花魚號（USS Pintado，SS-387）所發射的魚雷命中，彈藥庫受損爆炸沉沒，1945年1月10日除籍。 |
| 夕風（ゆうかぜ／ゆふかぜ） | 三菱重工長崎造船所 | 1920年12月14日 | 1921年4月28日  | 1921年8月24日  | 曾參加中途島之役，擔任主力部隊之護航任務，之後在日本內海從事反潛訓練任務。日本投降時該艦泊碇在吳港，之後擔任復員艦，1945年10月5日除役。1947年8月14日以戰時賠償艦身份移交給英國皇家海軍，然後在新加坡解體。                                                                                                  |
| 太刀風（たちかぜ）         | 舞鶴海軍工廠       | 1920年8月18日  | 1921年3月31日  | 1921年12月5日  | 太平洋戰爭時屬於第11航空艦隊。1944年2月17日在楚克遭美國海軍飛機擊沉[07.04N, 151.55E]，1944年3月13日除籍。 |
| 帆風（ほかぜ）             | 舞鶴海軍工廠       | 1920年11月30日 | 1921年7月12日  | 1921年12月22日 | 曾參與阿留申群島方面作戰，主要擔任船團護衛任務。1944年7月6日於西里伯斯海被美軍潛艦海鯿號（USS Pargo，SS-264）擊沉[03.24N, 125.28E]，1944年9月10日除籍。 |
| 野風（のかぜ）             | 舞鶴海軍工廠       | 1921年4月16日  | 1921年10月1日  | 1922年3月31日  | 參與阿留申群島方面作戰，與基斯卡島的撤退行動。1945年2月16日在南中國海被美軍潛艦海鯿號擊沉[12.48N, 109.38E]，1945年4月10日除籍。 |
| 波風（なみかぜ）           | 舞鶴海軍工廠       | 1921年11月7日  | 1922年6月24日  | 1922年11月11日 | 1922年11月11日於舞鶴海軍工廠完工。曾參與阿留申群島方面作戰，與吉斯卡島的撤退行動。1944年在擔任小樽－北千島船團的護航任務時，因美軍潛艇的攻擊而重創，之後被拖曳至舞鶴海軍工廠進行修理，並改裝為回天自殺魚雷的搭載艦。日本投降時該艦泊碇在吳港。1947年10月3日以戰時賠償艦身份移交給中華民國海軍，1960年拆解。 |
| 沼風（ぬまかぜ）           | 舞鶴海軍工廠       | 1921年8月10日  | 1922年5月22日  | 1922年7月24日  | 1922年7月24日於舞鶴海軍工廠完工。曾參與阿留申群島方面作戰，與吉斯卡島的撤退行動。1943年年12月18日在沖繩南方被美軍潛艦灰鯨號（USS Grayback，SS-208）擊沉[26.29N, 128.26E]，1944年2月5日除籍。 |

## 註解
1. ↑  這項紀錄在1943年被第二代島風號驅逐艦所打破，達40.9節
2. ↑  日文：トンボ釣り

## 外部連結
峯風型　駆逐艦 （页面存档备份，存于） （日語）

野風型　駆逐艦 （页面存档备份，存于） （日語）

峯風型 （页面存档备份，存于） （日語）

旧日本海軍・艦艇写真のデジタル着彩 （页面存档备份，存于）（日語）